# Joe Strummer: Niepisana przyszłość
Joe Strummer: Niepisana przyszłość (ang. Joe Strummer: The Future Is Unwritten) – amerykańsko-irlandzki film dokumentalny z 2007, poświęcony wokaliście zespołu The Clash – Joe Strummerowi.

## Obsada
- Brigitte Bardot (materiały archiwalne)
- Bono
- Steve Buscemi
- Terry Chimes
- John Cooper Clarke
- John Cusack
- Johnny Depp
- Matt Dillon
- Tymon Dogg
- Joe Ely
- Dick Evans
- Flea
- Alasdair Gillis
- Ian Gillis
- Topper Headon
- Mick Jagger (materiały archiwalne)
- Jim Jarmusch
- Mick Jones
- Steve Jones
- Anthony Kiedis
- Don Letts
- Bernie Rhodes
- Martin Scorsese